# Nya teatern (Örebro)
Denna artikel handlar om teatergruppen Nya teatern. För teaterlokalen i Örebro med samma namn, se Folkets hus, Örebro.
För andra betydelser, se Nya teatern.
Nya Teatern i Örebro hette inledningsvis Örebro Amatörteaterförening och bildades 1982. År 1984 flyttade föreningen in i delar av gamla Folkets Hus och bytte strax därefter namn till Nya Teatern efter den teater som funnits i huset tidigare. Vid denna tidpunkt repeterade, förutom de så kallade Amatörspelen under Ecke Olssons ledning, även flera fristående amatörteaterprojekt vid föreningen, däribland teatergruppen Martin Mutter.
I slutet av 1980-talet inleddes en satsning på barn- och ungdomsteater samt på att ta emot nybörjare vilket gjorde att medlemsantalet fördubblades till att omfatta nära 300 medlemmar 1989. Under följande år gästspelar flera teatergrupper från bland annat Ryssland, Litauen och Kina på Nya Teatern. År 1993 anordnas kulturkvällar i teaterns nyrenoverade café och teatern blir vidare tilldelad bästa arrangör för sin enkvinnasföreställning av Macbeth. Under hösten samma år kommer det första numret av medlemstidningen Den Nya Teatern ut.
Vid mitten av 1990-talet har medlemsantalet närmat sig tusenstrecket och flera festivaler arrangeras vid teatern. År 1999 döptes föreningen om till Nya Teatern- amatörförening och trots att verksamheten som bedrevs var omfattande blev föreningen fråntagen sina lokaler 2001. Teatern flyttade till den tidigare biografen Röda Kvarns lokaler, där den var verksam fram till 2023, då flyttlasset gick till Parkteatern. Kursutbudet vid Nya Teatern vänder sig till alla åldrar och leds av erfarna personer med stor teatervana eller av teaterpedagoger.
I dagsläget arrangeras även kurser för egen utveckling och för att möta andra människor i syfte att starta sin egen teatergrupp. Sedan 1998 har ambitionen varit att varje år genomföra ett sceniskt föreningsprojekt just för sådana möten, samt för att stärka banden mellan redan befintliga medlemmar i föreningen. Självständiga teatergrupper kan få tillgång till replokaler samt smink, kostym och teknik. Grupperna kan även få hjälp med budgetplanering och ansökningar.